# 초산동
초산동(楚山洞)은 대한민국 전북특별자치도 정읍시의 동이다. 면적은 2.90km²이고, 인구는 2024년 1월을 기준으로 9,870명이다. 
정읍시의 역사는 삼한시대 마한(馬韓)의 초산도비리국(楚山塗卑籬國)으로부터 시작한다.초산동(楚山洞)은 정읍시에서 가장 오랜 역사를 지닌 마을이다. 마한시대 오십사국 가운데 하나인 초산도비리국이 바로 이 곳 초산동이다. 초산(楚山)이란 산이름이 지금까지 남아 있고 초산의 성터(楚山城址)가 존재하여 유구한 역사의 발자취가 지금도 남아 있다. 백제시대에 정촌현(井村縣), 통일신라시대에 정읍(井邑),고려 현종 9년(1018년)에 영주관찰사(고부), 조선시대 선조 22년(1589년) 정읍에 현감을 두기까지의 정읍 역사의 시발점이 바로 초산동이다. 초산동은 정읍 시내 주변에서 가장 높은 초산 아래 위치하고, 좌편 청룡으로 남산을 끼고 우편 백호로는 아양산을 거느리고, 앞으로 생명의 젖줄인 정읍천이 유유히 흐르고 있어 배산임수의 천하명당에 자리하고 있다. 초산동에는 백제 여인의 아름다운 미덕을 담은 백제시대 유일한 현전 가요[정읍사]의 망부상을 비롯한 각종 예술 문화 교육기관이 자리하고 있어 역사와 문화와 교육의 메카이다.
1995년 1월 1일에 정읍시(정주시, 정읍군)로 통합되었고, 1998년 10월 1일자로 시기 1동과 2동을 통합해 시기동으로 명칭이 변경되면서 시기동과 시기3동으로 나뉘었다. 2011년 5월 1일에 시기3동이 주민의견 조사를 통한 행정동 명칭을 초산동으로 변경하였다.

## 연혁
- 1914. 3. 1. 정읍군 정읍면 시기리
- 1931. 4. 1. 정읍군 정주읍 시기리 (정주읍으로 승격)
- 1981. 7. 1. 정읍군 정주시 시기 3동 (정주읍에서 정주시로 승격)
- 1995. 1. 1. 정읍시 시기 3동 (정주시, 정읍군 통합)
- 2011. 5. 1. 정읍시 초산동 (행정동 명칭 변경)

## 문화재 및 관광 자원
- 백제가요 정읍사 문화공원

## 행정 구역
- 시기동 일부

## 교육
- 전북과학대학
- 호남고등학교
- 호남중학교
- 정읍고등학교
- 정읍중학교
- 정읍남초등학교